# Fjälkinge
Fjälkinge is een plaats (tätort) in de gemeente Kristianstad in het Zweedse landschap Skåne en de provincie Skåne län. De plaats heeft een inwoneraantal van 1.690 en een oppervlakte van 135 hectare (2010).
Fjälkinge wordt omringd door landbouwgrond (voornamelijk akkers), ook is er wat glastuinbouw rondom de plaats en in het noorden grenst het natuurreservaat Fjälinge backe naturreservat aan de plaats, dit natuurreservaat bestaat uit vrij lage gedeeltelijk beboste heuvels.
De gehele plaats Fjälkinge behoort niet tot het tätort Fjälkinge er is ook een småort Fjälkinge (oostelijk deel) (Zweeds: Fjälkinge (östra delen)), dit småort bestaat uit een deel van het oosten van Fjälkinge en ligt niet direct aan het tätort vast. Fjälkinge (oostelijk deel) heeft 61 inwoners en een oppervlakte van 9 hectare (2005).